# Salembre
Der Salembre ist ein kleiner Fluss im Südwesten von Frankreich, der im Département Dordogne der Region Nouvelle-Aquitaine knapp westlich der Stadt Périgueux verläuft.

## Geografie

### Verlauf
Der Salembre entspringt im Gemeindegebiet von Saint-Aquilin, entwässert generell Richtung Südsüdwest durch die Landschaft des Périgord und mündet nach rund 17 Kilometern im Gemeindegebiet von Neuvic als rechter Nebenfluss in die Isle. Im Mündungsabschnitt quert der Salembre die Bahnstrecke Coutras–Tulle.

### Orte am Fluss
(Reihenfolge in Fließrichtung)
- La Chaise, Gemeinde Saint-Aquilin
- Les Bressaudies, Gemeinde Tocane-Saint-Apre
- Saint-Aquilin
- Landry, Gemeinde Chantérac
- Fonvaleix, Gemeinde Saint-Astier
- Saint-Germain-du-Salembre
- La Confénerie, Gemeinde Saint-Germain-du-Salembre
- Neuvic Gare, Gemeinde Neuvic

## Sehenswürdigkeiten
- Château de Saint-Germain-du-Salembre, Schloss mit Ursprüngen aus dem 12. Jahrhundert am Flussufer – Monument historique[4]